# NGC 1219
NGC 1219 ist eine spiralförmige Radiogalaxie vom Hubble-Typ Sc im Sternbild Walfisch südlich der Ekliptik. Sie ist schätzungsweise 276 Millionen Lichtjahre von der Milchstraße entfernt  und hat einen Durchmesser von etwa 105.000 Lichtjahren. Vom Sonnensystem aus entfernt sich die Galaxie mit einer errechneten Radialgeschwindigkeit von näherungsweise 6.200 Kilometern pro Sekunde.
Im selben Himmelsareal befinden sich unter anderem die Galaxien PGC 11660, PGC 11698, PGC 11806, PGC 1214815.
Das Objekt wurde am 9. September 1864 vom Astronomen Albert Marth entdeckt.